# Jorge Carrettoni
Jorge C. Carretoni (n. 1927 en Moreno, Argentina - m. 24 de junio de 2017 en Ciudad Autónoma de Buenos Aires) fue un político argentino. Fue diputado entre 1958 a 1960 durante la presidencia de Arturo Frondizi.

## Biografía
Jorge Carrettoni nació en Moreno en 1927. A los 16 años de edad se recibió de maestro y a los 17 se afilió al radicalismo por herencia familiar. Fue diputado diputado nacional de 1958 a 1960 durante la presidencia de Arturo Frondizi, y fue el organizador de la visita de Ernesto Guevara a la Argentina, cuando el líder de la revolución cubana se entrevistó con el presidente de Argentina en 1961.

La idea de traer a [Ernesto] Guevara nace de un intento por recuperar ciertos valores doctrinarios nuestros, queríamos colocar al gobierno en una actitud menos derechizante de la que lo habían colocado. Lo pensamos en su momento para meter una cuña entre Frondizi y Rogelio Frigerio. Yo negocié las condiciones en las que vendría Guevara: burlar a los servicios de inteligencia nacionales y extranjeros, como sucedió, que ni Cuba ni el bloque soviético debían tener noticias del hecho, agenda abierta y garantías para entrar y salir de la Argentina.
Jorge Carrettoni.

Participó activamente de la campaña que consagró presidente de la República a Raúl Alfonsín en 1983 Tuvo un rol protagónico en la construcción de la represa Yacyretá, estuvo en el Banco Interamericano de Desarrollo, fue presidente de Atanor y director titular de Papel Prensa S.A. en los años 1986 y 1987.
Durante la década de 2010 apoyó al kirchnerismo, de tendencia peronista, este último rival histórico del radicalismo.

## Libros
De Frondizi a Alfonsín: el BID, Yacyretá, la constituyente, Editorial Catálogos (1998)
Cartas que no se enviaron: observaciones comprometidas : el imperio, Obama, la crisis del capitalismo, Editorial Catálogos (2014)